# Бертельсен, Йоханн
Йоханн (Иоганн) Бертельсен (англ. Johann Henrik Carl Berthelsen; 1883—1972) — американский художник-импрессионист датского происхождения; также в течение своей карьеры был профессиональным певцом и учителем пения.

## Биография
Родился 25 июля 1883 года в Копенгагене, Дания, и был последним из семи сыновей в семье Конрада и Доротеи Бертельсен (англ.  Conrad and Dorothea Karen Berthelsen). Отец был певцом (тенор) Королевской оперы, а мать — медсестрой. После развода родителей в 1890 году, мать забрала детей и переехала в Америку к своей сестре Манисти в штат Мичиган. Вскоре они поселились в городе Manitowoc, штат Висконсин.
Йоханн проявил в раннем возрасте интерес к пению, актерскому мастерству и рисованию. Он бросил школу после пятого класса и работал в различных местах простым рабочим. В восемнадцать лет он переехал в Чикаго и решил заняться театральной деятельностью, но его друг,  учившийся в чикагском колледже Chicago Musical College (ныне Music Conservatory of Chicago College of Performing Arts), предложил ему заняться пением. После прослушивания Бертельсен был принят в колледж, где получал стипендию и еще во время учебы был удостоен двух золотых медалей. После его окончания в 1905 году, он гастролировал в Соединенных Штатах и Канаде, выступая в операх, опереттах и концертах до 1910 года, когда он начал преподавать голос в Чикагском музыкальном колледже. В свободное время Йоханн занимался живописью, получая помощь и советы от норвежско-американского художника-импрессиониста Svend Rasmussen Svendsen, став по сути, художником-самоучкой.
В 1913 году Йоханн Бертельсен переехал в Индианаполис, где стал главой отделения голоса в консерватории Индианаполиса. При этом у него сложились дружественные отношения с художником Уэйманом Адамсом, который учился живописи вместе с Уильямом Чейзом и Робертом Генри. Адамс создал много портретов Бертельсена, в том числе и в натуральную величину, где изобразил своего друга при выходе на концертную сцену. В 1920 году Бертельсен и  Адамс переехали в Нью-Йорк. Здесь Йоханн открыл частную школу голоса в здании Rodin Studios. Одной из его учениц была будущая актриса и конферансье Helenya Kaschewski, на которой он женился 15 марта 1928 года. Бертельсен продолжал заниматься живописью и в 1925 году был избран членом Американского акварельного общества. В 1920-е годы он освоил и пастель.
С началом Великой депрессии, Йоханн Бертельсен потерял часть студентов, что сказалось на его заработке и семье пришлось продать хорошее жилье, сменив его на квартиру меньшего размера. Его друзья-художники предложили сменить акварель и пастель на масло, что он и сделал, рассчитывая на увеличение продаж своих работ. В середине 1930-х годов художник был вовлечен в некоторые сообщества; присоединился в 1935 году к  Salmagundi Club, оставаясь его членом вплоть до своей смерти. В 1942 году его семья переехала в сельское местечко Нью-Милфорд, штат Коннектикут, где Бертельсен писал окружающие его виды. В 1950 году семья вновь вернулась  в Нью-Йорк, отчасти из-за высокого спроса на его работы и легкий доступ к художественным галереям. Он выставлял свои работы в Barbizon-Plaza Galleries, Allan Rich Gallery, Jean Bohne Gallery и других, продолжая активно работать.
В 1971 году Бертельсен он был сбит автомобилем, что привело к ухудшению его здоровья и в конечном счете к смерти. Он умер 3 апреля 1972 года в городе Гринвич, штат Коннектикут. Был кремирован и прах был развеян над Центральным парком в Манхэттене, где имеется посвященная ему мемориальная скамейка. Был женат на Helenya Kaschewski Berthelsen (1899—1994).  У них родилось трое детей — дочь, Карен и сыновья Джон и Ли.

## Награды
- Albert Erskine Prize за работу пастелью Чикагского института искусств (1928).
- Holcombe Prize in Indianapolis (1946).